# Elecciones estatales de Victoria de 2022
Las elecciones estatales de Victoria de 2022 se llevaron a cabo el 26 de noviembre de ese año, para elegir el 60.º Parlamento de Victoria. Los 88 escaños en la Asamblea Legislativa (cámara baja) y los 40 escaños en el Consejo Legislativo (cámara alta) estaban disponibles para la elección en el momento en que se emitieron las órdenes.
El gobierno del Partido Laborista fue reelegido por segunda vez consecutiva, ganando 56 escaños en la Asamblea Legislativa de 88 escaños, un aumento neto de un escaño con respecto a las elecciones anteriores en 2018. Esta fue la sexta vez que un gobierno laborista es reelegido en Victoria, y fue el segundo mejor recuento de escaños de los laboristas de Victoria en una elección estatal. La Coalición Liberal/Nacional obtuvo una ganancia neta de un escaño para un total general de 28 escaños: el Partido Liberal obtuvo 19 escaños, una disminución neta de dos con respecto a las elecciones anteriores, mientras que los Nacionales ganaron 9 escaños, un aumento neto de tres. Los Verdes ganaron 4 escaños, un aumento neto de un escaño. Todos los independientes titulares no lograron conservar sus escaños.
En el Consejo Legislativo, los laboristas obtuvieron 15 escaños, seis menos que la mayoría, y la Coalición 14 escaños. Los Verdes obtuvieron 4 escaños, la Legalización del Cannabis 2 escaños, y un escaño cada uno fue ganado por Justicia Animal, Una Nación, Laborista Democrático, Liberal Demócratas y el Partido de Tiradores, Pescadores y Agricultores.
Después de la elección, el 5 de diciembre de 2022, el tercer ministerio de Daniel Andrews fue juramentado por el Gobernador. El nuevo gobierno tuvo pocos cambios después de una reorganización significativa a principios de 2022. La semana siguiente, el Partido Liberal eligió a John Pesutto como nuevo líder del partido y líder de la oposición en el nuevo parlamento, después de que Matthew Guy hubiera renunciado anteriormente al cargo.
La elección en el distrito de Narracan se aplazó hasta el 28 de enero de 2023 debido a la muerte del candidato del Partido Nacional, Shaun Gilchrist el 21 de noviembre, cinco días antes de las elecciones programadas. El Partido Laborista y el Partido Nacional no impugnaron la elección suplementaria.

## Antecedentes

### Fecha
De conformidad con la Ley electoral de 2002, Victoria tiene mandatos fijos, y todas las elecciones celebradas cada cuatro años desde las elecciones de 2006 el último sábado de noviembre. Esto significa que la fecha para las elecciones se fijó para el 26 de noviembre de 2022. Esto sólo podría cambiar si el Parlamento hubiera sido disuelto inesperadamente de antemano.

### Elecciones anteriores y parlamento
El gobierno laborista liderado por Daniel Andrews regresó al poder después de un mandato en la oposición al ganar la mayoría de los escaños en la Asamblea Legislativa en las elecciones estatales de 2014. El Partido Laborista fue reelegido decisivamente en las elecciones estatales de 2018 con un 5,3% de preferencia bipartidista, ganando 55 escaños en la Asamblea. Esto fue igual al segundo mejor resultado de los laboristas de Victoria en una elección estatal. La Coalición Liberal/Nacional cayó a 27 escaños, los Verdes ganaron 3 escaños y los independientes ganaron los 3 escaños restantes. No hubo elecciones parciales para la Asamblea en el 59.º parlamento y la composición de la Asamblea no cambió.
En el Consejo Legislativo, el Partido Laborista ganó 18 de los 40 escaños, la Coalición 11 y los escaños restantes fueron ganados por una serie de partidos menores. Durante el mandato, dos laboristas abandonaron el partido para pasar hacer independientes; (Adem Somyurek en junio de 2020 y Kaushaliya Vaghela en marzo de 2022), mientras que un liberal (Bernie Finn) fue expulsado del partido y se unió al Partido Laborista Democrático en junio de 2022. Esto dejó al gobierno con 16 escaños en el Consejo Legislativo, y a la oposición con 10, en el momento de la elección.
Daniel Andrews y el gobierno laborista buscaban un tercer mandato de cuatro años, algo que solo John Cain Jr y Steve Bracks han logrado previamente para el Partido Laborista. El líder de la oposición, Matthew Guy, renunció como líder liberal varios días después del mal resultado del partido en las elecciones de 2018 y fue reemplazado por Michael O'Brien. El liderazgo de O'Brien fue desafiado dos veces en 2021, la segunda vez resultó en que O'Brien fuera reemplazado por Guy en una votación de la sala del partido y Guy regresara al cargo.

## Sistema electoral
Las elecciones estatales de Victoria son conducidas por la Comisión Electoral de Victoria (VEC). Aunque Victoria tiene voto obligatorio, en las elecciones de 2018 la participación electoral fue de poco más del 90%. Victoria utiliza la votación de segunda vuelta instantánea en escaños uninominales para la Asamblea Legislativa, y el voto único transferible en escaños plurinominales para el Consejo Legislativo parcialmente representado proporcionalmente. El Consejo Legislativo cuenta actualmente con 40 miembros que cumplen mandatos de cuatro años, elegidos de ocho regiones electorales, cada una con cinco miembros. Con cada región eligiendo 5 miembros, la cuota en cada región para la elección, después de la distribución de preferencias, es del 16,7% (un sexto más 1). Victoria es la única jurisdicción en Australia, a nivel estatal o federal, que retiene los boletos de votación grupal para la elección de su cámara alta, lo que resulta en que las preferencias de los votantes que votan por encima de la línea se transfieran mediante acuerdos interpartidistas. Australia Occidental, el único otro estado que emplea el sistema, abolió los boletos de votación grupal después de las elecciones estatales de 2021.

## Partidos políticos
Un total de 23 partidos fueron registrados en la Comisión Electoral de Victoria (VEC) el 31 de octubre de 2022. Otras 5 solicitudes de registro fueron rechazadas por la VEC de partidos que no cumplieron con el umbral estatutario de 500 miembros registrados: los Demócratas Australianos, la Federación Australiana, el Partido Fusión, Independencia y el Partidos Indígena-Aborigen.
Además, tres partes trataron de registrarse, pero luego se retiraron: Familia Primero, anunció que retiraría su registro el 12 de agosto. El 13 de agosto, el Partido Victoriano, que había sido registrado formalmente por el VEC y había anunciado una serie de candidatos, anunció que no participaría en las elecciones y luego fue dado de baja por el VEC. El 29 de septiembre, el Partido Legalizar la Marihuana confirmó que se retiraría después de que su solicitud fuera impugnada por el Partido Legalizar el Cannabis.

### Principales partidos
| Partido | Partido                                               | Ideología                         | Líder estatal   | Líder estatal                              | Esc previos | Esc previos |
| Partido | Partido                                               | Ideología                         | Líder estatal   | Líder estatal                              | Asm         | Con         |
| ------- | ----------------------------------------------------- | --------------------------------- | --------------- | ------------------------------------------ | ----------- | ----------- |
|         | Partido Laborista Australiano Australian Labor Party  | Socialdemocracia                  | Daniel Andrews  | Asambleísta por Mulgrave (Primer Ministro) | 55          | 18          |
|         | Coalición Liberal-Nacional Liberal-National Coalition | Conservadurismo liberal Agrarismo | Matthew Guy     | Asambleísta por Bulleen                    | 27          | 11          |
|         | Verdes Australianos Australian Greens                 | Política verde                    | Samantha Ratnam | Concejala del Norte Metropolitano          | 3           | 1           |

### Otros partidos
- Partido Justicia Animal
- Partido de los Valores Australianos
- Partido de Acompañantes y Mascotas
- Partido Laborista Democrático
- Partido de la Justicia
- Familia Primero de Victoria
- Partido de la Libertad de Victoria
- Partido de la Salud de Australia
- Legalizar el Cannabis
- Partido Liberal Democráta
- Nuevos Demócratas
- Una Nación de Pauline Hanson
- Partido de la Razón
- Restaurar la Democracia
- Partido de Tiradores, Pescadores y Agricultores
- Partido Australia Sostenible
- Partido de Asuntos de Transporte
- Partido Australia Unida
- Socialistas Victorianos

## Encuestas

### Gráficos
|  | Gráfico no disponible temporalmente debido a problemas técnicos. |

|  | Gráfico no disponible temporalmente debido a problemas técnicos. |

## Resultados

### Asamblea Legislativa
|  | 36.66 % |

|  | 29.76 % |

|  | 4.73 % |

|  | 34.48 % |

|  | 11.50 % |

|  | 3.05 % |

|  | 2.51 % |

|  | 1.75 % |

|  | 1.34 % |

|  | 1.23 % |

|  | 0.39 % |

|  | 0.32 % |

|  | 0.30 % |

|  | 0.28 % |

|  | 0.22 % |

|  | 0.16 % |

|  | 0.13 % |

|  | 0.08 % |

|  | 0.02 % |

|  | 0.02 % |

|  | 0.01 % |

|  | 5.55 % |

|  | 55.00 % |

|  | 45.00 % |

|  | 94.46 % |

|  | 5.54 % |

|  | 100 % |

|  | 88.03 % |

### Concejo Legislativo
|  | 33.01 % |

|  | 16.96 % |

|  | 12.48 % |

|  | 29.44 % |

|  | 10.32 % |

|  | 4.09 % |

|  | 3.51 % |

|  | 2.64 % |

|  | 2.05 % |

|  | 2.04 % |

|  | 2.01 % |

|  | 1.53 % |

|  | 1.51 % |

|  | 1.39 % |

|  | 1.25 % |

|  | 1.06 % |

|  | 0.83 % |

|  | 0.83 % |

|  | 0.58 % |

|  | 0.47 % |

|  | 0.44 % |

|  | 0.40 % |

|  | 0.28 % |

|  | 0.21 % |

|  | 0.11 % |

|  | 96.78 % |

|  | 3.22 % |

|  | 100 % |

|  | 88.23 % |